# Marcipalina lineata
Marcipalina lineata là một loài bướm đêm trong họ Erebidae.